# Lijst van afleveringen van Captain Scarlet
Dit is een lijst van afleveringen van de televisieserie Captain Scarlet and the Mysterons, gemaakt voor het Britse productiebedrijf ITC Entertainment en voor het eerst uitgezonden tussen 1967 en 1968 op ATV Midlands. De afleveringen staan in volgorde van oorspronkelijke uitzending.
| 1 | The Mysterons         | 29 september 1967 | 1  |
| Captain Black vernietigt op Mars een stad, wat een oorlog met de Mysterons tot gevolg heeft. Spectrum moet de wereldpresident behoeden voor een aanslag op zijn leven. |                       |                   |    |
| 2 | Winged Assassin       | 6 oktober 1967    | 2  |
| Scarlets eerste missie met zijn nieuwe krachten is om de directeur-generaal van de Verenigde Aziatische Republiek te beschermen tegen een aanslag door de Mysterons. |                       |                   |    |
| 3 | Big Ben Strikes Again | 13 oktober 1967   | 3  |
| De Mysterons kapen een nucleair wapen en willen dit gebruiken om Londen te vernietigen. |                       |                   |    |
| 4 | Manhunt               | 20 oktober 1967   | 5  |
| De jacht wordt geopend op Captain Black wanneer hij verandert in een radioactieve hotspot. |                       |                   |    |
| 5 | Avalanche             | 27 oktober 1967   | 11 |
| De Mysterons voeren een serie aanvallen uit op de Frost Line Outer Space verdedigingsbasis. Captain Scarlet en Lieutenant Green moeten hen stoppen voordat een schietgrage generaal de oorlog met Mars verklaard.                                                                             |                       |                   |    |
| 6 | White as Snow         | 3 november 1967   | 8  |
| Colonel White is nu zelf het doelwit van de Mysterons. |                       |                   |    |
| 7 | The Trap              | 10 november 1967  | 17 |
| Een bijeenkomst van ’s werelds beste militaire commandanten blijkt een val van de Mysterons die hopen zo alle leiders van het aardse leger uit te schakelen. |                       |                   |    |
| 8 | Operation Time        | 17 november 1967  | 6  |
| Cruciale informatie over de zwakheden van de Mysterons wordt onthuld wanneer een hersenchirurg wordt gedood en gereconstrueerd door de Mysterons om een legergeneraal te vermoorden. |                       |                   |    |
| 9 | Spectrum Strikes Back | 24 november 1967  | 10 |
| Twee briljante apparaten worden gemaakt om de Mysterons te verslaan. Tegelijk worden de aanwezigen op een conferentie het volgende doelwit van de Mysterons. |                       |                   |    |
| 10 | Special Assignment    | 1 december 1967   | 20 |
| Captain Scarlet wordt een dubbelspion om te voorkomen dat de Mysterons heel Noord-Amerika vernietigen. |                       |                   |    |
| 11 | The Heart of New York | 8 december 1967   | 13 |
| Een groep professionele bankrovers probeert de Mysterons voor hen te laten werken nadat de aliens New York aanvallen. |                       |                   |    |
| 12 | Lunarville 7          | 15 december 1967  | 16 |
| Scarlet, Blue en Green onderzoeken vreemde signalen die worden uitgezonden van de maan, en ontdekken dat de Mysterons een tweede basis aan het bouwen zijn. |                       |                   |    |
| 13 | Point 783             | 22 december 1967  | 4  |
| De opperste bevelhebber van het Aardse leger wordt het doelwit van een nieuw superwapen. |                       |                   |    |
| 14 | Model Spy             | 29 december 1967  | 18 |
| Een Franse geheim agent, die undercover is als modeontwerper, dreigt te worden ontvoerd door reconstructies van zijn eigen modellen. |                       |                   |    |
| 15 | Seek and Destroy      | 5 januari 1968    | 9  |
| Spectrum agenten worden nu zelf bedreigd door de Mysterons. Een aantal Angel Fighters worden door de mysterons gekopieerd voor de aanslagen. |                       |                   |    |
| 16 | Renegade Rocket       | 19 januari 1968   | 7  |
| Een nucleaire raket verdwijnt van de radar. Spectrum probeert de zelfvernietigingscode van de raket te vinden voordat het wapen zijn doelwit bereikt. |                       |                   |    |
| 17 | Crater 101            | 26 januari 1968   | 22 |
| De sequel op Lunarville 7. Scarlet, Blue en Green keren terug naar de maan om de tweede Mysteronbasis te vernietigen. |                       |                   |    |
| 18 | Shadow of Fear        | 2 februari 1968   | 12 |
| Een observatorium in de Himalaya dat kostbare foto’s van Mars ontvangt, wordt aangevallen door een van de voormalige astronomen die nu onder bevel van de Mysterons staat. |                       |                   |    |
| 19 | Dangerous Rendezvous  | 9 februari 1968   | 19 |
| Voor de eerste keer kan de Aarde de Mysterons oproepen via de vreemde kristallen pulsator die Scarlet, Green en Blue hebben meegenomen uit de maanbasis van de Mysterons. |                       |                   |    |
| 20 | Fire at Rig 15        | 16 februari 1968  | 14 |
| De bron van de brandstof voor al Spectrums voertuigen komt in gevaar wanneer een explosievenexpert, die de brand in een boorplatform moest doven, wordt gedood en gereconstrueerd door de Mysterons.                                                                                          |                       |                   |    |
| 21 | Treble Cross          | 23 februari 1968  | 29 |
| Een testpiloot overleefd een autocrash die was veroorzaakt door de Mysterons. Hij helpt vervolgens Spectrum bij hun laatste poging Captain Black te vangen. |                       |                   |    |
| 22 | Flight 104            | 1 maart 1968      | 25 |
| Scarlet, Blue, een ruimte-expert en een paar journalisten komen vast te zitten in een vliegtuig dat wordt gekaapt door de Mysterons. |                       |                   |    |
| 23 | Place of Angels       | 8 maart 1968      | 21 |
| Een nieuw dodelijk virus wordt gestolen uit een zwaar beveiligd laboratorium. Scarlet moet de dader, een agent van de Mysterons, stoppen voordat het drinkwater van Los Angeles met het virus wordt besmet.                                                                                   |                       |                   |    |
| 24 | Noose of Ice          | 12 maart 1968     | 26 |
| Een onderzeese mijn op de noordpool, waar een zeldzaam metaal wordt gewonnen dat nodig is voor de volgende reis naar Mars, wordt het doelwit van de Mysterons. Ze saboteren het verwarmingselement van de mijn waardoor het water rondom de mijn bevriest en de toren dreigt te verpletteren. |                       |                   |    |
| 25 | Expo 2068             | 26 maart 1968     | 23 |
| Scarlet moet een gestolen kernreactor onschadelijk maken voordat het kan worden gebruikt voor een aanslag op de oostkust van Noord-Amerika. |                       |                   |    |
| 26 | The Launching         | 2 april 1968      | 15 |
| De President van de Verenigde Staten wordt het volgende doelwit van de Mysterons. |                       |                   |    |
| 27 | Codename Europa       | 9 april 1968      | 27 |
| Drie van de belangrijkste staatshoofden van Europa worden bedreigd door een agent van de Mysterons. |                       |                   |    |
| 28 | Inferno               | 16 april 1968     | 32 |
| Spectrumagenten moeten een Zuid-Amerikaans irrigatiestation beschermen tegen een aanval van een ruimteschip dat is gestolen door de Mysterons. |                       |                   |    |
| 29 | Traitor               | 23 april 1968     | 24 |
| Een aantal hovercraftongelukken in de Australische outback maakt dat Spectrum vermoed dat er een verrader actief is. Scarlet en Blue moeten deze verrader vinden voor hij weer toe kan slaan.                                                                                                 |                       |                   |    |
| 30 | Flight to Atlantica   | 30 april 1968     | 28 |
| Blue en Ochre worden verdoofd met een middeltje in hun champagne, en beginnen een belangrijk marinecomplex te vernielen. |                       |                   |    |
| 31 | Attack on Cloudbase   | 7 mei 1968        | 30 |
| De Mysterons arriveren nu zelf op Aarde en vallen Cloudbase aan. |                       |                   |    |
| 32 | The Inquisition       | 14 mei 1968       | 31 |
| Captain Blue wordt verdoofd en ontwaakt 3 maanden later in de Cloudbase. Hij wordt ondervraagd door een man die beweert een Spectrumagent te zijn. |                       |                   |    |